# NASAの会
NASAの会（なさのかい）は、自由民主党に所属する衆議院議員4名が2008年初め頃に結成した議員グループ。 この名前はローマ字表記した際の4人の頭文字 (Nakagawa, Asou, Suga, Amari) に由来する。

## メンバー

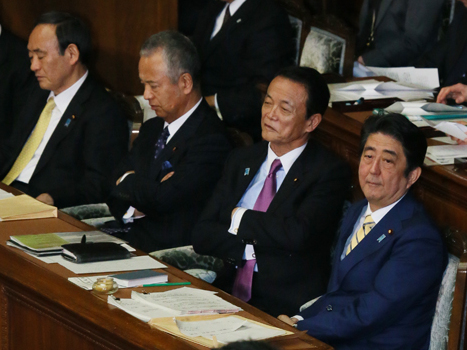
右から安倍、麻生、甘利、菅の「3A+S」（2016年1月、衆議院本会議にて）

- 中川昭一（財務大臣、党政調会長、経済産業大臣、農林水産大臣）
- 麻生太郎（内閣総理大臣、党総裁、党副総裁、副総理・財務大臣、党幹事長、外務大臣、総務大臣、党政調会長、経済財政政策担当大臣、経済企画庁長官）
- 菅義偉（内閣総理大臣、党総裁、内閣官房長官、党幹事長代行、総務大臣）
- 甘利明（党幹事長、党選対委員長、経済財政政策担当大臣、党政調会長、行政改革担当大臣、経済産業大臣、労働大臣）
- 安倍晋三（内閣総理大臣、党総裁、内閣官房長官、党幹事長、党幹事長代理）

更に菅と中川を除いた残り3人で「3A」、中川を除いた残り4人で「3A+S」とも呼ばれるようになった。
以上の5人のうち中川が2009年に、安倍が2022年に急逝している。また中川以外の全員が、派閥または政策グループの領袖。

## 概要
麻生太郎がポスト福田康夫へ向け、かねてより関係が深かった中川昭一、菅義偉、甘利明らと意見交換をした際に麻生がそれぞれの頭文字を取って NASA の会と名付けようと言い出したのが始まり。後に安倍晋三も参加しメンバーがかたまった。2008年9月麻生内閣が発足し、中川が財務大臣兼金融担当大臣、甘利が行政改革担当大臣兼規制改革担当大臣にそれぞれ就任するなど麻生首相を支えた。2012年12月、民主党政権からの政権奪回により第2次安倍内閣が誕生すると、麻生が副総理兼財務大臣兼金融担当大臣、菅が官房長官、甘利が経済再生担当大臣兼経済財政政策担当大臣に就任し、鬼籍に入った中川を除く全員が内閣の骨組みとなる重要閣僚として入閣を果たし存在感を発揮している。安倍が2020年8月28日に総理、党総裁の辞任を表明すると、菅が党総裁選挙に立候補し、岸田文雄、石破茂を抑えて勝利し、9月16日に総理に就任。菅義偉内閣が発足した。菅を派閥をあげて支持した麻生は再任された。2021年9月3日、菅が10月の党総裁選挙への不出馬を表明した。岸田文雄が総裁選で勝利し、岸田の選対顧問を務めた甘利が党幹事長、また麻生が党副総裁に就任した。2022年7月に安倍が銃撃され死去した。